# Ирвайн, Кейлин
Кейлин Кристин Ирвайн (англ. Kaylin Christine Irvine; род. 3 сентября 1990 года, в Калгари, Канада) — канадская конькобежка, призёр в командной гонке I-го этапа Кубка мира по конькобежному спорту сезона 2017/2018 года. Участница зимних Олимпийских игр 2014 и 2018 года. Серебряный призёр чемпионата мира 2019 года на отдельных дистанциях (командный спринт).

## Биография
Кейлин Ирвайн родилась в городе Калгари, провинция Альберта. Попробовать свои силы в конькобежном спорте решила в возрасте 10 лет в Форт-Сент-Джоне, после того, как друг их семьи отметил её хорошую физическую форму и посоветовал начать тренировки. Она тренировалась в клубе "Fort St. John Elks" до 15 лет, пока семья её не вернулась обратно в Калгари, где начала тренироваться на Олимпийском овале. Тренируется на базе клуба «Club Ichiban» (Калгари) с 2005 года под руководством Марка Уайлда.
Кейлин с 2008 года участвует в национальном чемпионате, а с 2010 года в юниорских чемпионатах мира. Она дебютировала в Кубке мира в сезоне 2011-2012, а затем впервые участвовала в чемпионате мира в спринтерском многоборье в Калгари, где заняла 23-е место в общем зачёте. В том же году на чемпионате мира на отдельных дистанциях в забеге на 1000 метров заняла 17-е место.
На чемпионате мира на отдельных дистанциях 2013 года, проходившем в российском городе Сочи 23 марта на Адлер-Арене во время забега на 1000 м среди женщин Кайлин финишировала 13-й с итоговым результатом 1:17,60 сек..
Она дебютировала на зимних Олимпийских играх в Сочи в феврале 2014 года и выступала на дистанции 1000 метров, где заняла 17-е место с результатом 1:17,24 сек. В сезоне 2015/16 Ирвайн вошла в группу конькобежцев, которые сформировали "Team Crossover" за пределами национальной команды и участвовала в Кубке мира в сезоне в качестве независимой. В феврале 2016 года на чемпионате мира на отдельных дистанциях в Коломне, Ирвайн на своей дистанции 1000 метров поднялась на 15-е место.
На зимних Олимпийских играх 2018 года, которые стали для неё вторыми в карьере, Кейлин Ирвайн была заявлена для участия в забеге на 1000 м. 14 февраля 2018 года на Олимпийском Овале Каннына в забеге на 1000 м Кайлин финишировала с результатом 1:16.90 (+3.34). В итоговом зачёте она заняла 23-е место.
В октябре 2018 года она впервые заняла 2-е места на Национальном чемпионате Канады, а в феврале 2019 года выиграла серебряную награду в командном спринте на чемпионате мира на отдельных дистанциях в Инцелле, а в забеге на 500 метров заняла 14-е место. На чемпионате мира в спринтерском многоборье в Херенвене также стала 14-й. Осенью впервые выиграла чемпионат Канады на отельных дистанциях, завоевав золото в беге на 500 и 1000 метров.
Через год Ирвайн поднялась на высокое 9-е место в многоборье на чемпионате мира в Хамаре, а на отдельной дистанции 500 метров заняла 24-е место. В 2021 году на чемпионате мира на отдельных дистанциях в Херенвене стала 12-й на 500 метров и 14-й на 1000 метров.

## Личная жизнь
Кейлин Ирвайн обучалась в Университете Калгари по специальности — общие исследования Любит спортивное скалолазание, кулинарию, званые обеды, рисование… Публикует в Инстаграме свои блюда.